# 徳永陽子
徳永 陽子（とくなが ようこ、1975年2月22日 - ）は、NBCラジオ佐賀に所属するパーソナリティである。
2000年代前半まではNBC長崎放送の本社管内で、テレビ・ラジオの番組に出演していた。

## 出演

### テレビ番組
- UPるToday（長崎放送）
- エクスプレス（TBS） - 長崎からの中継リポーター

### ラジオ番組
- おはこんラジオ ヒーマン徳配便（NBCラジオ佐賀）
- ここ♥らじ（NBCラジオ佐賀）